# Flugplatz Michelstadt

i7
i11
i13

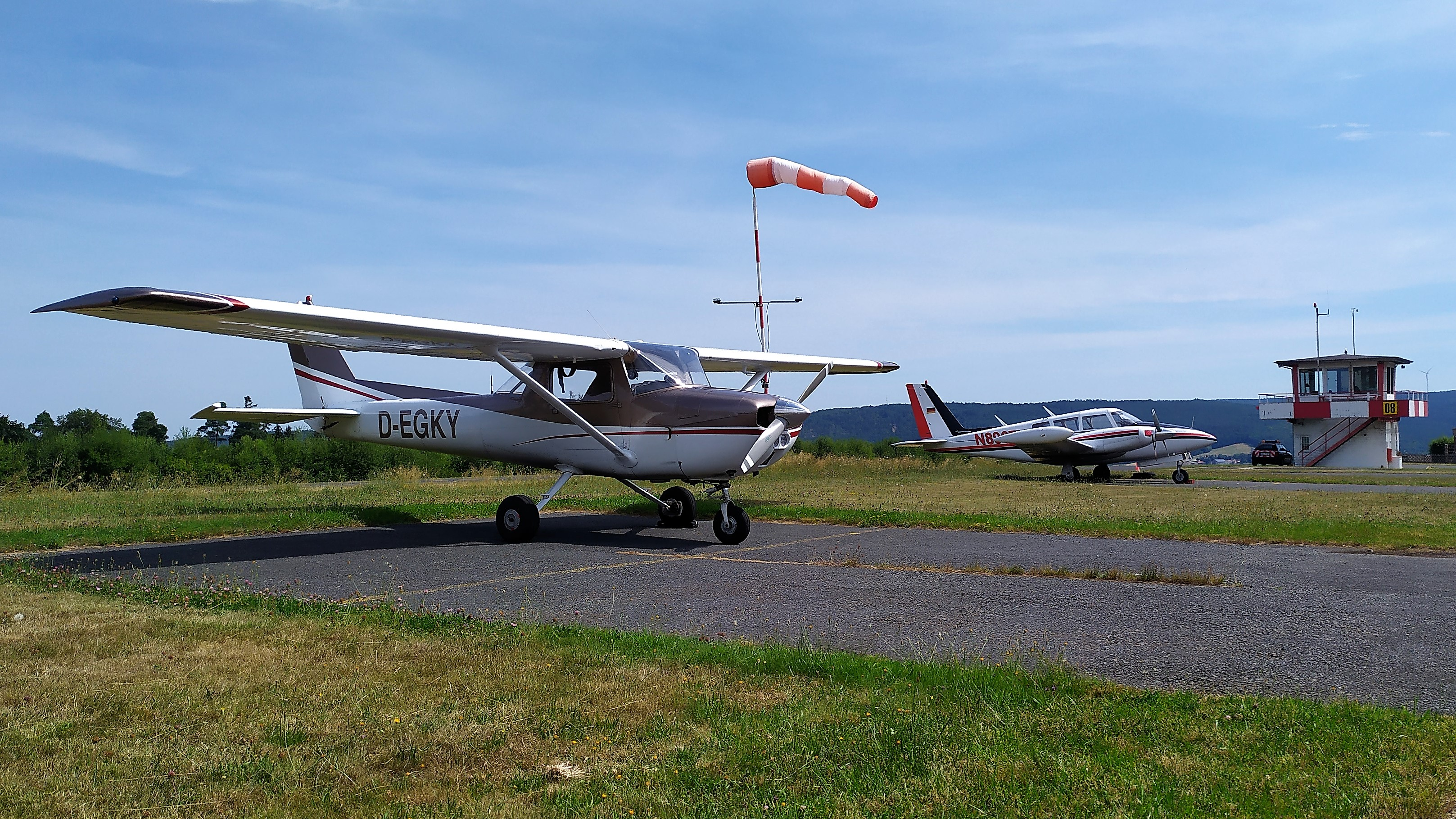
Turm des Flugplatzes und abgestellte Flugzeuge

Der Sonderlandeplatz Michelstadt (ICAO-Code: EDFO) liegt westlich von Michelstadt in Südhessen. Betrieben wird er vom Aero Club Odenwald. Auf dem Sonderlandeplatz sind Motorsegler, Motorflugzeuge, Ultraleichtflugzeuge, Modellflugzeuge und Hubschrauber erlaubt.

## Geschichte
Im Jahr 1957 begann der Aero-Club Odenwald am Waldhorn in Michelstadt den Flugbetrieb mit einer 400 Meter langen Graspiste. Noch im gleichen Jahr wurde die erste Halle gebaut. Im Jahr 1975 wurde die wellige Grasbahn eingeebnet und asphaltiert. Ein weiterer Hangar wurde 1998 errichtet.
Im Sommer 1978 kam es zu einer der größten Fahndungspanne im Zusammenhang mit der Roten Armee Fraktion. Die damals aufgrund der terroristischen Aktivitäten rund um den deutschen Herbst gesuchten Terroristen Christian Klar, Willy Peter Stoll und Adelheid Schulz charteten getarnt als Filmteam insgesamt vier Hubschrauberflüge bei einer Koblenzer Firma. Sie gaben an, für eine Filmszene geeignete Schlösser und Burgen zu suchen, in deren Innenhöfen ein Hubschrauber landen konnte. Das eigentliche Ziel war die Aussondierung von Optionen für eine Befreiung Stefan Wisniewskis, der in der schlossähnlichen Justizvollzugsanstalt Frankenthal einsaß. Die Hubschrauber-Pilotin, der die Kunden verdächtig vorkamen, hatte die Polizei informiert. Beamte des BKAs observierten und fotografierten wie die drei Personen am 6. August 1978 den Hubschrauber bestiegen und nach einem zweistündigen Flug, unter anderem auch über die Justizvollzugsanstalt Frankenthal, wieder landeten.

## Zwischenfall
Am 1. Mai 2023 verunglückte ein Pilot mit seinem Drachen-Trike bei einem Absturz kurz nach dem Start tödlich.